# 2019-es albániai földrengés
A 2019-es albániai földrengés főrengése 6,4-es magnitúdóval 2019. november 26-án, hajnali 3 óra 54 perckor rázta meg Albánia északnyugati partvidéki részét. Fészke 26 kilométeres mélységben, Tiranától 20 kilométerre északnyugati, Durrës városától 20 kilométerre északkeleti irányban volt. Ezt további utórengések követték, melyek közül november 27-éig még négy földmozgás magnitúdója haladta meg az 5-ös erősséget. A november 30-ai hivatalos adatok szerint a földrengésnek 51 halálos áldozata és 731 sebesültje volt, ezrek váltak hajléktalanná Durrës, Tirana és Kodër-Thumana térségében.

## Szeizmológiai adatok
A 2019. november végi földrengésraj epicentrumai Albánia északnyugati részén, az Adriai-tenger medencéjében, illetve a partvidékhez közeli területeken alakultak ki. A főrengésre Tiranától 20 kilométerre északnyugati, Durrës városától 20 kilométerre északkeleti irányban került sor. Albánia felszíne relatíve fiatal, a pliocén és a pleisztocén neotektonikus folyamatai során alakult ki. Tektonikai szempontból a 2019-es földrengésraj hipocentrumai a Kruja-öv és a Jón-öv találkozásánál alakultak ki.
A főrengés 2019. november 26-án pattant ki, helyi idő szerint hajnali 3 óra 54 perckor. A sekély fészkű rengés hipocentruma 26 kilométeres mélységben alakult ki, a fészekmechanizmus főbb adatait a lenti táblázat foglalja össze. A felszíni epicentrum az északi szélesség 41,46° és a keleti hosszúság 19,58° fokánál, a Prezai-dombság és a Durrësi-sík találkozásánál, Armath és Shkalla települések közelében alakult ki, ahol 6,4-es magnitúdójú lokális földrengés-erősséget mértek. A rengés által felszabadított szeizmikus energia becsült nagysága 2,5×1014 joule, 0,060036 megatonna volt. A főrengés egy 2019. november 25-én az esti órákban megindult földrengésraj része volt. Az adriai partvidéken kialakult előrengések erőssége 3-4,5 magnitúdó között váltakozott. A főrengést perceken belül, 3 óra 59 perckor, illetve 4 óra 3 perckor egy 5,1-es és egy 5,3-es erősségű utórengés követte, melyek epicentrumai a főrengéshez közeli Shijak, illetve Vora térségében helyezkedtek el. Aznap délután 3 óráig mintegy kéttucatnyi további 3,1–4,7 közötti magnitúdójú utórengésre került sor, illetve reggel 7 óra 8 perckor egy erősebb, 5,5-es földrengés érte Mamurrast. A földrengésraj még napokig elhúzódott, az erősebb utórengések jellemzően 3,0-4,5 magnitúdó között váltakoztak, ezek közül 2019. november 27-én délután 3 óra 45 perckor egy 5,3-as erősségű rengés emelkedett ki (epicentruma az Adriai-tenger medencéjében volt). 2019. november 28-án a délelőtti órákban gyengültek az utórengések 3-as magnitúdó alá, de három alkalommal még ezt követően is mértek 4-es erősség feletti földmozgásokat. A földrengésraj utolsó rengéseit 2019. november 30-án regisztrálták a szeizmológusok.
| A csomóponti sík fészekmechanizmusának adatai | A csomóponti sík fészekmechanizmusának adatai | A csomóponti sík fészekmechanizmusának adatai | A csomóponti sík fészekmechanizmusának adatai |
| Vetősík dőlése                                | Vetősík csapása                               | Csúszásirány                                  | Fészekmélység                                 |
| --------------------------------------------- | --------------------------------------------- | --------------------------------------------- | --------------------------------------------- |
| 151°                                          | 72°                                           | 89°                                           | 26 km                                         |
| 335°                                          | 18°                                           | 94°                                           | 26 km                                         |

## Áldozatok és károk

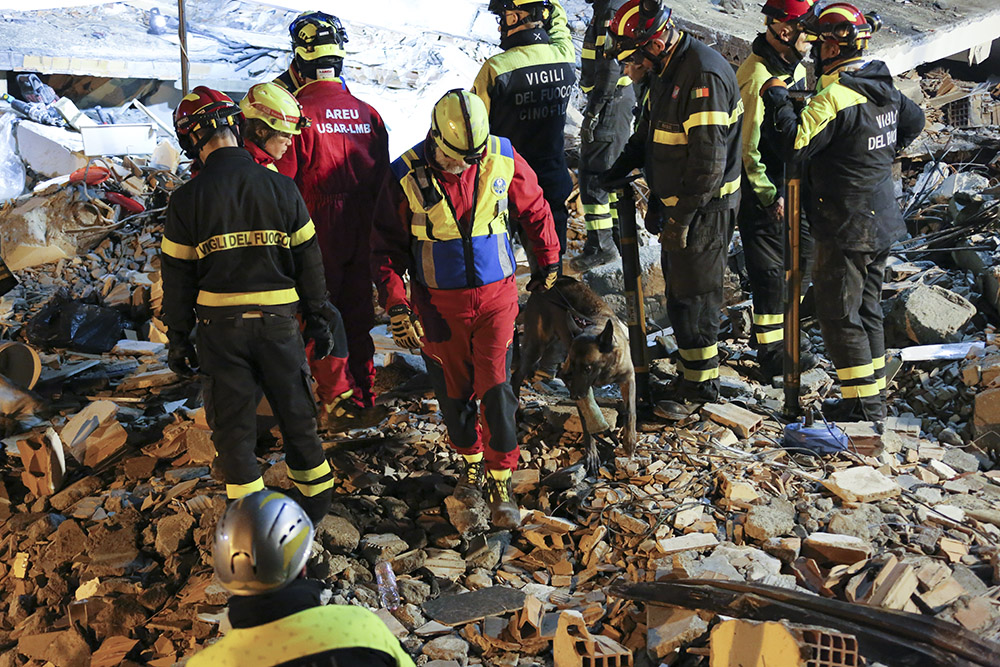
Mentőcsapat 2019. november 27-én egy durrësi épület romjainál

A honvédelmi minisztérium 2019. november 28-ai közleménye szerint a földrengés addig megtalált halálos áldozatainak száma elérte a negyvenkettőt, de másnap a szám már negyvenkilencre emelkedett. A halálos áldozatok nagy része Durrësben (25) és Kodër-Thumanában élt (23), Laçban egy ijedtében az emeleti ablakból kiugró ember vesztette életét. November 30-án már 51 halálos áldozatot tartottak nyilván. A földrengés első napján 600-nál több, november 29-én már 731 sebesültről számolt be az állami hírügynökség, ellátásukra a durrësi városi és körzeti kórházakban 300 orvost és ápolót mozgósítottak. Az ország minden részéből 2400 rendőrt állítottak szolgálatba, hogy a kutatás, mentés és biztosítás munkáját segítsék. A kormányfő, Edi Rama november 29-ei beszámolója szerint Durrësben 1260 személy maradt fedél nélkül, nagy részüket hotelekben és tornatermekben szállásolták el, kisebb részük rokonoknál vagy sátrakban keresett menedéket. Kodër-Thumanában 500 ember számára állítottak fel sátrakat, de 29-én megkezdődött shëngjini szállodákban való elhelyezésük is. Tirana körzetében 3480 ember vált hajléktalanná, közülük ezernek tudtak szállást biztosítani, a fennmaradó részük szintén sátrakban vagy rokonoknál húzta meg magát. A rengés az épített örökséget sem kímélte, Durrësben jelentős károkat szenvedett az ókori eredetű várfal, a krujai fellegvár és a prezai vár.
| Épületkárok | Épületkárok      | Épületkárok                  | Épületkárok           | Épületkárok |
| Község      | Lerombolt épület | Erősen megrongálódott épület | Megrongálódott épület | Összesen    |
| ----------- | ---------------- | ---------------------------- | --------------------- | ----------- |
| Durrës      | 12               | 176                          | 701                   | 889         |
| Tirana      | 15               | 061                          | 239                   | 315         |

Az életmentést és a földrengéskárok felszámolását több nemzetközi speciális mentőcsapat és orvoscsoport segítette. 2019. november 29-éig Koszovó, Olaszország, Görögország, Törökország, Franciaország, Szerbia, Montenegró, Svájc és Románia küldtek szakértői csapatokat az országba, Koszovó 1 millió, Ausztria pedig 600 ezer eurós gyorssegélyt ajánlott fel. Az albán kormány nemzeti gyásznapot rendelt el, a felszabadulás hetvenötödik évfordulójára időzített függetlenség napi állami ünnepségsorozatot pedig eltörölték.